# Radu Şerban
Radu Şerban fou un Voivoda (Príncep) de Valàquia entre els anys 1602 i 1610 i entre juny i setembre de l'any 1611.
Fill del Postelnic Radu i de Maria Jupanita de Cojama, estava emparentat per part de mare amb la influent família de boiars valacs dels Craiovescu, essent nebot del Voivoda valac Neagoe Basarab.
Va ser un destacat col·laborador de Miquel el Valent, essent un dels seus més destacats generals. Va prendre el control de Valàquia a la mort d'aquest a l'agost del 1602 rebent amplis suports entre la noblesa valaca, destacant entre aquests els germans Preda Buzescu i Radu Buzescu que li ajudaren a consolidar la seva posició en el Principat.
Radu igualment rebia el suport implícit de l'emperador Rodolf II, que veia en el nou voivoda valac un ferm aliat en la seva voluntat de controlar Transsilvània, així com per tenir un aliat al capdavant d'aquest Principat, motiu pel qual el va ajudar a desplaçar del tro de Valàquia al protegit de Polònia, Simeó Movilă i evitar que el pretendent dels otomans Radu Mihnea aconseguís el control de Valàquia.
Amb el suport del Sacre Imperi Romanogermànic va continuar la política de Miquel el Valent de no permetre el domini dels otomans sobre Valàquia, a la vegada que s'apropava als interessos dels Habsburg a la regió, motiu pel qual s'enfrontava als Voivodes transilvans Moisès Székely i Gabriel Bathory per garantir el domini de l'emperador, del qual s'havia declarat vassall, sobre aquests territoris. En aquest sentit s'ha de destacar les mutliples campanyes militars que va dur a terme tant contra els otomans contra els nobles hongaresos de Transsilvània que s'oposaven a Rodolf II.
El 8 de setembre de 1610 les tropes transsilvanes dirigides per Gabriel Bathory el derrotaven, fet que obligava al valac a retirar-se al sud, quedant ocupat el Principat pels transilvans fet que fou aprofitat per Radu Mihnea per proclamar-se Voivoda. Però el retorn de Radu Şerban feia a Radu Mihnea fugir cap al Sud, on aviat va rebre l'ajut de les tropes otomanes i va tornar a envair Valàquia assolint ràpidament el control del Principat, proclamant-se de nou Voivoda valac i havent de marxar Radu Şerban a l'exili amb la seva família a Viena, on va morir el 13 de març de 1620.